# Sainte-Innocence
Sainte-Innocence är en kommun i departementet Dordogne i regionen Nouvelle-Aquitaine i sydvästra Frankrike. Kommunen ligger i kantonen Eymet som tillhör arrondissementet Bergerac. År 2018 hade Sainte-Innocence 101 invånare.

## Befolkningsutveckling
Antalet invånare i kommunen Sainte-Innocence
Referens:INSEE